# Jaka Setia
Jaka Setia is een bestuurslaag in het regentschap Kota Bekasi van de provincie West-Java, Indonesië. Jaka Setia telt 38.205 inwoners (volkstelling 2010).